# Medasina tapaica
Medasina tapaica är en fjärilsart som beskrevs av Eugen Wehrli 1941. Medasina tapaica ingår i släktet Medasina och familjen mätare. Inga underarter finns listade i Catalogue of Life.